# Витушко, Михаил Афанасьевич
Михаи́л Афана́сьевич Виту́шко (Виту́шка) (бел. Міха́л Апана́савіч Віту́шка; 5 ноября 1907 — 7 января 1945 или 27 апреля 2006 года) — белорусский военный и политический деятель, один из активных коллаборационистов во время немецкой оккупации, один из лидеров национально-освободительной организации «Белорусская Самооборона», действовавшей в Полесье накануне и в начале Великой Отечественной войны, руководитель белорусского антисоветского сопротивления «Черный кот» в годы Второй мировой войны и позже.

## Биография
Окончил Виленскую белорусскую гимназию, учился в Варшавском политехническом институте. По образованию инженер.
Входил в руководящий состав Белорусской студенческой организации.
В сентябре 1939 г. вернулся из Варшавы в Несвиж. Служил в милиции, затем строил дороги.
Зимой 1940 г. вместе с двоюродным братом Д. Космовичем арестован НКВД за связь с белорусскими националистическими организациями за рубежом. Освободились благодаря заступничеству свояка — профессора А. Прокопчука, ветерана советских спецслужб.

### Великая Отечественная война
В начале Великой Отечественной войны М. Витушко — один из руководителей коллаборационистов («самообороны») в Полесье. Совместно с отрядами УПА Бульбы-Боровца проводила антипартизанские акции. Организатор коллаборационистской службы порядка в Минске, до осени 1941 г. был заместителем Д. Космовича. Главный организатор мобильных отрядов оккупационной вспомогательной полиции, действовавшей в тыловом районе группы армий «Центр» на востоке Белоруссии (Могилевщине), в Смоленской и Брянской областях, сформированных из числа белорусских националистов, именовавшихся службой порядка (нем. Ordnungsdienst, сокр. OD — «оди»).
Член ЦК Белорусской Незалежницкой Партии (БНП), делегат Второго Всебелорусского конгресса.
Майор Белорусской краевой обороны. С лета 1944 года — офицер коллаборационистского десантного батальона «Дальвитц».
В 1944 году 27 уроженцев Белоруссии (группа, известная как «Чёрный кот»), лично возглавляемая Витушко, была десантирована немцами в тыл Красной армии, которая уже заняла всю территорию Белоруссии во время операции «Багратион».
Существует две версии дальнейших событий. Согласно первой, Витушко в конце декабря 1944 года с частью своих людей попал в расположение отряда АК Чеслава Станкевича «Комара» (Витушко хорошо знал польский язык и нередко выдавал себя за поляка) и в январе 1945 года по распоряжению руководства Виленского округа АК был включён в состав отряда. 7 января 1945 года в результате боя с советскими солдатами, проводившими оперативно-войсковую операцию в Рудницкой пуще, в районе озера Керново Михаил Витушко (псевдоним в формировании АК «Мись») был убит. Об этом факте говорят документы по итогам проведения оперативно-войсковой операции и показания очевидцев из числа арестованных участников десанта (Г. Богданович, М. Шунько), а также аковцев. Отряд Станкевича потерял тогда 31 человека из 200, чекисты — около 50. А соучастников Витушко постепенно перестреляли или переловили сотрудники спецслужб. На основании этого КГБ Белоруссии придерживается версии, что Витушко был убит в 1945 году. Также этой версии смерти Витушко придерживаются историки Антон Рудак и Игорь Валаханович, работавшие в архиве КГБ. В опубликованных документах МГБ и НКГБ Литовской ССР говорится о том, что Витушко был убит 7 января 1945 года.
По другой версии, в этом бою погиб однофамилец — не Михаил, а Николай Витушко (бывший майор РККА), заброшенный немцами 17 ноября, а Михаил Витушко десантировался в ночь с 30 ноября на 1 декабря 1944 года. Однако никаких документальных подтверждений этому не обнаружено.

### После Великой Отечественной войны

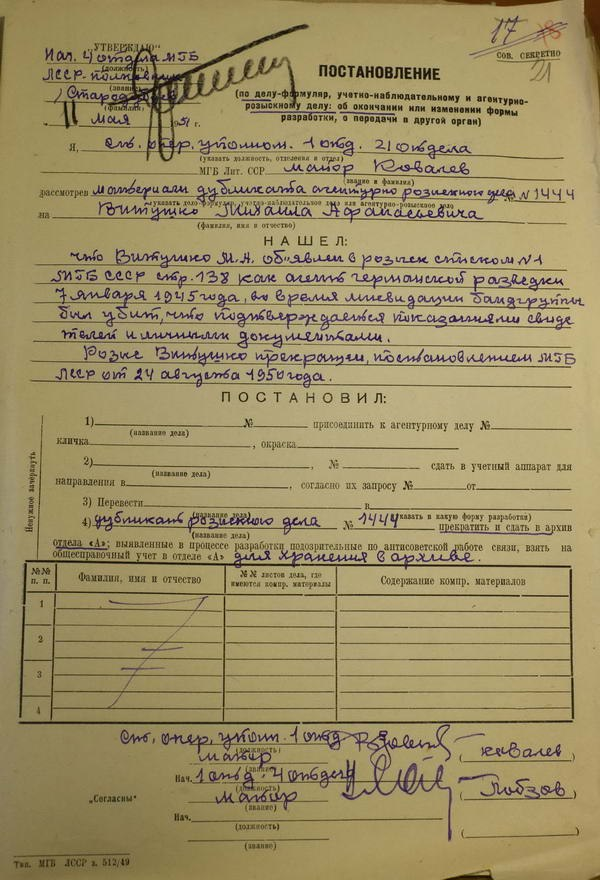
Cекретное постановление МГБ ЛССР о прекращении розыска Витушко по причине его гибели, вышедшее 24 августа 1950 года

Согласно версии бежавших за границу коллаборантов, Витушко создал обширную сеть подпольных ячеек и партизанских отрядов, действовавшую до 1955 года, общей численностью около 3,5 тысяч боевиков и 10—15 тысяч подпольщиков. А всю территорию БССР штаб Витушко разделил на три оперативные зоны — Север, Центр и Юг. Эта сеть, получившая название «Белорусский освободительный фронт» (БОФ), действовала до 1955 года.
Согласно опубликованным документам наркомата госбезопасности (НКГБ) БССР, в 1945 году было «установлено, что подпольные группы БНП были созданы во всех областных и районных центрах БССР».
Белорусские эмигрантские издания сообщали, что в марте 1948 года отряды БОФ якобы взяли штурмом Новогрудок, перебили всех сотрудников МГБ, солдат местного гарнизона и работников администрации, освободили заключенных, захватили много оружия. Осенью 1948 года отряды «Черного кота» совместно с УПА захватили Кобрин, в марте 1949 — Гайновку. В сентябре 1949 года несколько сотен бойцов БОФ напали на исправительно-трудовой лагерь около Минска, чтобы освободить заключённых. Сам Витушко в 1950 году пробрался нелегально через Польшу в ФРГ, где жил до самой смерти, наступившей в 2006 году, на 99 году жизни.
Поначалу Витушко удавалось действовать успешно, во многом из-за плохой организации служб в тыловых частях Красной армии. В 1945 Витушко стал лидером Координационного центра по борьбе с общенародным советским партизанским движением в Белоруссии. Однако специальные группы НКВД вели успешную борьбу против антисоветских групп в Белоруссии и к середине 1950-х годов белорусское националистическое партизанское движение, в основном, прекратило деятельность. В начале 1960-х годов большинству руководителей движения пришлось бежать на Запад.
Однако вся информация о послевоенной деятельности Михаила Витушки и организации «Белорусский освободительный фронт» содержится исключительно в белорусских эмигрантских источниках, а также в книгах, которые написали националистически настроенные историки и публицисты. В ходе описания антисоветской послевоенной борьбы использовались исключительно воспоминания анонимных деятелей движения. Однако задокументированного свидетельства борьбы именно белорусских националистов до сих пор не представили не только белорусские архивы (именно закрытостью местных архивов националисты и объясняют нехватку источников), но и архивы Литвы, Польши и Украины, которые могут предоставить гораздо больше информации об антикоммунистическом подполье.
По сведениям, полученным Сергеем Ершом от сына Михаила Витушко, его отец умер 27 апреля 2006 года. Однако никаких иных подтверждений этой информации нет, местонахождение предполагаемой могилы Витушко до сих пор неизвестно.